# Gmina Szamotuły
Die Gmina Szamotuły [ʃamɔ'tuwɨ] ist eine Stadt-und-Land-Gemeinde im Powiat Szamotulski der Woiwodschaft Großpolen in Polen. Sitz des Powiats und der Gemeinde ist die gleichnamige Stadt (deutsch Samter) mit etwa 18.750 Einwohnern.

## Geographie

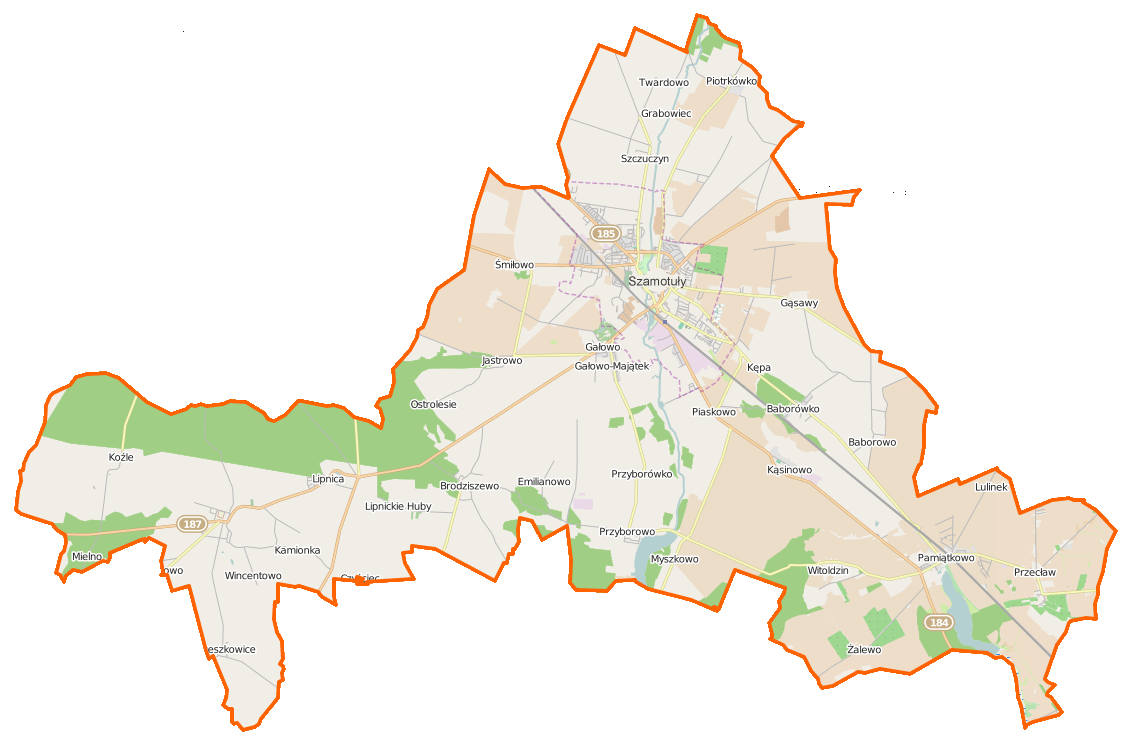
Karte der Gemeinde

Die Gemeinde befindet sich etwa 20 km nordwestlich von Posen.

## Geschichte
Die Gemeinde besteht seit 1975, sie gehörte bis 1998 zur Woiwodschaft Posen.

### Partnerstädte und -gemeinden
Die Gemeinde Szamotuły pflegt seit dem Jahr 2000 vier Partnerschaften mit Städten in Europa:
- Brignoles in Frankreich,
- Bruneck (Brunico) in Italien (Südtirol),
- Groß-Gerau in Deutschland und
- Tielt in Belgien.

## Gliederung
Die Stadt-und-Land-Gemeinde Szamotuły besteht aus der Stadt selbst, 25 Dörfern mit Schulzenämtern (gekennzeichnet mit *) und weiteren kleineren Ortschaften:
| polnischer Name  | deutscher Name                       | deutscher Name (1939–1945)                |
| ---------------- | ------------------------------------ | ----------------------------------------- |
| Szamotuły        | Samter                               | Samter                                    |
| Baborówko *      | Baborowko                            | Hartschütz                                |
| Baborowo *       | Baborowo                             | Barkendorf                                |
| Brodziszewo *    | Brodziszewo 1906–1918 Sachsenhof     | Sachsenhof                                |
| Czyściec         | Vorwerk Czysciec                     | ?                                         |
| Emilianowo *     | Vorwerk Emilianowo                   | ?                                         |
| Gałowo *         | Gut Galowo                           | Dornbusch                                 |
| Gałowo-Majątek   | Galowo Abbau 1906–1918 Galowo        | Dornbusch Abbau                           |
| Gąsawy *         | Gonsawy 1906–1918 Ilsenau            | Ilsenau                                   |
| Grabowiec        | Grabowiec                            | ?                                         |
| Jastrowo *       | Jastrowo                             | Schwedenberg                              |
| Jastrowo-Majątek | Vorwerk Jastrowo                     | ?                                         |
| Kamionka         | Kamionka                             | ?                                         |
| Kąsinowo *       | Konsinowo                            | Kosenfeld                                 |
| Kępa *           | Kempa                                | Kempa                                     |
| Koźle *          | Kuzle                                | Kuschel                                   |
| Krzeszkowice *   | Krzeszkowice                         | Bauernhau                                 |
| Lipnica *        | Gut Lipnica                          | Gut Lipnitz                               |
| Lipnickie Huby   | Lipnica                              | Lipnitz                                   |
| Ludwikowo        | Vorwerk Louisenhof                   | ?                                         |
| Lulinek *        | Lulinko                              | Lulendorf                                 |
| Mutowo *         | Vorwerk Mutowo                       | ?                                         |
| Myszkowo *       | Myszkowo                             | (zu Freital)                              |
| Nowy Folwark     | Neuvorwerk                           | Neuvorwerk                                |
| Ostrolesie       | Ostrolesie                           | ?                                         |
| Otorowo *        | Ottorowo                             | 1939–1943 Ottoswalde 1943–1945 Otterwalde |
| Pamiątkowo *     | Pamiontkowo                          | 1939–1943 Feldheim 1943–1945 Pamen        |
| Piaskowo *       | Vorwerk Piaskowo 1906–1918 Sandhofen | Sandhofen                                 |
| Piotrkówko *     | Peterkowko 1906–1918 Lindenhöhe      | Lindenhöhe                                |
| Poświętne        | Poswientno                           | ?                                         |
| Przecław         | Przeclaw 1906–1918 Prinzenau         | Prinzenau                                 |
| Przecławek *     | Vorwerk Przeclawek                   | Prinzenfelde                              |
| Przyborówko *    | Gut Przyborowko                      | Gut Freital                               |
| Przyborowo *     | Przyborowo 1887–1918 Freithal        | Freital                                   |
| Śmiłowo *        | Smilowo                              | Stoppelhang                               |
| Szczuczyn *      | Szczuczyn                            | Scheunenort                               |
| Twardowo         | Twardowo                             | ?                                         |
| Wincentowo       | Vincentowo                           | ?                                         |
| Witoldzin *      | Witoldzin                            | ?                                         |
| Żalewo           | Vorwerk Zalewo                       | ?                                         |